# Jean-Paul Jaeger

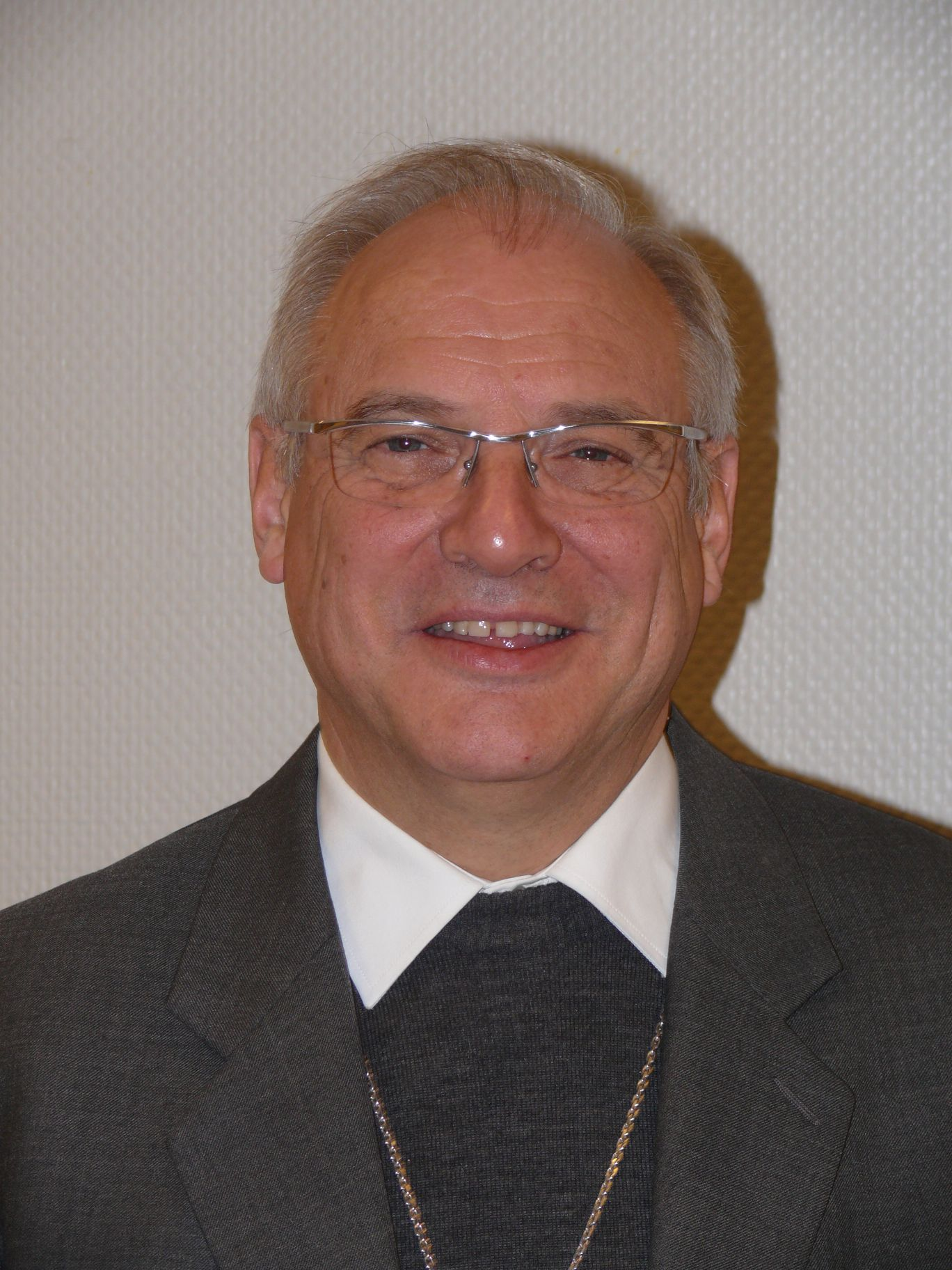
Jean-Paul Jaeger, 2008

Wappen

Jean-Paul Maurice Jaeger (* 6. September 1944 in Nancy) ist ein französischer Geistlicher und emeritierter römisch-katholischer Bischof von Arras.

## Leben
Jean-Paul Maurice Jaeger empfing am 6. April 1974 die Priesterweihe.
Papst Johannes Paul II. ernannte ihn am 11. April 1991 zum Koadjutorbischof von Nancy. Der Bischof von Nancy, Jean Albert Marie Auguste Bernard, spendete ihm am 2. Juni desselben Jahres die Bischofsweihe; Mitkonsekratoren waren Jean Vilnet, Bischof von Lille, und Jacques Louis Léon Delaporte, Erzbischof von Cambrai.
Mit der Emeritierung Bernards am 30. November 1991 folgte er ihm als Bischof von Nancy nach. Der Papst ernannte ihn am 12. August 1998 zum Bischof von Arras.
Am 4. September 2020 nahm Papst Franziskus das von Jean-Paul Jaeger aus Altersgründen vorgebrachte Rücktrittsgesuch an.